# Équipe d'Italie de football au Championnat d'Europe 1996
L'équipe d'Italie de football participe à son 4e championnat d'Europe lors de l'édition 1996 qui se tient en Angleterre du 8 juin 1996 au 30 juin 1996. Les Italiens se présentent à la compétition en tant que vice-champions du monde en titre et sont éliminés au premier tour en terminant troisième du groupe C.
À titre individuel, Paolo Maldini fait partie de l'équipe-type du tournoi (composée de 18 joueurs).

## Phase qualificative
La phase qualificative est composée de huit groupes. Les huit vainqueurs de poule, les six meilleurs deuxièmes et le vainqueur du barrage entre les deux moins bons deuxièmes se qualifient pour l'Euro 1996 et ils accompagnent l'Angleterre, qualifiée d'office en tant que pays organisateur. L'Italie termine 2e du groupe 4 et elle fait partie des six meilleurs deuxièmes.
| Rang | Équipe   | Pts | J  | G | N | P  | Bp | Bc | Diff |  | Résultats (▼ dom., ► ext.) |     |     |     |     |     |     |
| ---- | -------- | --- | -- | - | - | -- | -- | -- | ---- |  | -------------------------- | --- | --- | --- | --- | --- | --- |
| 1    | Croatie  | 23  | 10 | 7 | 2 | 1  | 22 | 5  | +17  |  | Croatie                    |     | 1-1 | 2-0 | 4-0 | 2-0 | 7-1 |
| 2    | Italie   | 23  | 10 | 7 | 2 | 1  | 20 | 6  | +14  |  | Italie                     | 1-2 |     | 4-0 | 3-1 | 1-0 | 4-1 |
| 3    | Lituanie | 16  | 10 | 5 | 1 | 4  | 13 | 12 | +1   |  | Lituanie                   | 0-0 | 0-1 |     | 1-3 | 2-1 | 5-0 |
| 4    | Ukraine  | 13  | 10 | 4 | 1 | 5  | 11 | 15 | -4   |  | Ukraine                    | 1-0 | 0-2 | 0-2 |     | 2-1 | 3-0 |
| 5    | Slovénie | 11  | 10 | 3 | 2 | 5  | 13 | 13 | 0    |  | Slovénie                   | 1-2 | 1-1 | 1-2 | 3-2 |     | 3-0 |
| 6    | Estonie  | 0   | 10 | 0 | 0 | 10 | 3  | 31 | -28  |  | Estonie                    | 0-2 | 0-2 | 0-1 | 0-1 | 1-3 |     |

## Phase finale

### Premier tour
| Groupe C |           |     |   |   |   |   |    |    |      |
|          | Équipe    | Pts | J | G | N | P | BP | BC | Diff |
| 1        | Allemagne | 7   | 3 | 2 | 1 | 0 | 5  | 0  | +5   |
| 2        | Tchéquie  | 4   | 3 | 1 | 1 | 1 | 5  | 6  | -1   |
| 3        | Italie    | 4   | 3 | 1 | 1 | 1 | 3  | 3  | 0    |
| 4        | Russie    | 1   | 3 | 0 | 1 | 2 | 4  | 8  | -4   |

| 9 juin  | Allemagne | 2 | 0 | Tchéquie  |
| 11 juin | Italie    | 2 | 1 | Russie    |
| 14 juin | Tchéquie  | 2 | 1 | Italie    |
| 16 juin | Russie    | 0 | 3 | Allemagne |
| 19 juin | Russie    | 3 | 3 | Tchéquie  |
| 19 juin | Italie    | 0 | 0 | Allemagne |

| 11 juin 1996                      | Italie            | 2 - 1 | Russie        | Anfield, Liverpool                              |                                                 |
| 16:30 · Historique des rencontres | Casiraghi 5e, 52e |       | Tsymbalar 21e | Spectateurs : 35 120 Arbitrage : Leslie Mottram | Spectateurs : 35 120 Arbitrage : Leslie Mottram |
| 16:30 · Historique des rencontres | (Rapport)         |       |               | Spectateurs : 35 120 Arbitrage : Leslie Mottram | Spectateurs : 35 120 Arbitrage : Leslie Mottram |

| 14 juin 1996                      | Tchéquie              | 2 - 1 | Italie     | Anfield, Liverpool                                   |                                                      |
| 19:30 · Historique des rencontres | Nedvěd 4e · Bejbl 35e |       | Chiesa 18e | Spectateurs : 37 320 Arbitrage : Antonio López Nieto | Spectateurs : 37 320 Arbitrage : Antonio López Nieto |
| 19:30 · Historique des rencontres | (Rapport)             |       |            | Spectateurs : 37 320 Arbitrage : Antonio López Nieto | Spectateurs : 37 320 Arbitrage : Antonio López Nieto |

| 19 juin 1996                      | Italie    | 0 - 0 | Allemagne | Old Trafford, Manchester                      |                                               |
| 19:30 · Historique des rencontres |           |       |           | Spectateurs : 53 740 Arbitrage : Guy Goethals | Spectateurs : 53 740 Arbitrage : Guy Goethals |
| 19:30 · Historique des rencontres | (Rapport) |       |           | Spectateurs : 53 740 Arbitrage : Guy Goethals | Spectateurs : 53 740 Arbitrage : Guy Goethals |

## Effectif
Sélectionneur : Arrigo Sacchi
| No. | Pos.      | Joueur                | Date de naissance et âge | Sélec. | Club                              |
| --- | --------- | --------------------- | ------------------------ | ------ | --------------------------------- |
| 1   | Gardien   | Angelo Peruzzi        | 16 février 1970          |        | Juventus de Turin                 |
| 2   | Défenseur | Luigi Apolloni        | 2 mai 1967               |        | AC Parme                          |
| 3   | Défenseur | Paolo Maldini         | 26 juin 1968             |        | AC Milan                          |
| 4   | Défenseur | Amedeo Carboni        | 6 avril 1965             |        | AS Rome                           |
| 5   | Défenseur | Alessandro Costacurta | 24 avril 1966            |        | AC Milan                          |
| 6   | Défenseur | Alessandro Nesta      | 19 mars 1976             |        | Lazio de Rome                     |
| 7   | Milieu    | Roberto Donadoni      | 9 septembre 1963         |        | MetroStars de New York/New Jersey |
| 8   | Défenseur | Roberto Mussi         | 25 août 1963             |        | AC Parme                          |
| 9   | Défenseur | Moreno Torricelli     | 23 janvier 1970          |        | Juventus de Turin                 |
| 10  | Milieu    | Demetrio Albertini    | 23 août 1971             |        | AC Milan                          |
| 11  | Milieu    | Dino Baggio           | 24 juillet 1971          |        | AC Parme                          |
| 12  | Gardien   | Francesco Toldo       | 2 décembre 1971          |        | Fiorentina                        |
| 13  | Milieu    | Fabio Rossitto        | 21 septembre 1971        |        | Udinese                           |
| 14  | Attaquant | Alessandro Del Piero  | 9 novembre 1974          |        | Juventus de Turin                 |
| 15  | Milieu    | Angelo Di Livio       | 26 juillet 1966          |        | Juventus de Turin                 |
| 16  | Milieu    | Roberto Di Matteo     | 29 mai 1970              |        | Lazio de Rome                     |
| 17  | Milieu    | Diego Fuser           | 11 novembre 1968         |        | Lazio de Rome                     |
| 18  | Attaquant | Pierluigi Casiraghi   | 4 mars 1969              |        | Lazio de Rome                     |
| 19  | Attaquant | Enrico Chiesa         | 29 décembre 1970         |        | Sampdoria de Gênes                |
| 20  | Attaquant | Fabrizio Ravanelli    | 12 novembre 1968         |        | Juventus de Turin                 |
| 21  | Attaquant | Gianfranco Zola       | 5 juillet 1966           |        | AC Parme                          |
| 22  | Gardien   | Luca Bucci            | 13 mars 1969             |        | AC Parme                          |